# 巴斯福德 (內布拉斯加州)
巴斯福德（英語：Basford）是位於美國內布拉斯加州伯特縣的鬼鎮。

## 歷史
巴斯福德的郵局於1895年設立，其後於1901年停運。

## 地理
巴斯福德所處的海拔為高於海平面403米（即1322英呎），而該地所採用的時區為UTC-6，即北美中部时区（CST）。同時該地設有夏令時間，為UTC-6調快一小時，即UTC-5（CDT）。